# テッド・マン
テッド・マン（Ted Mann、1916年4月16日 - 2001年1月15日）は、アメリカ合衆国の実業家である。アメリカ西部に映画館を展開するマン・シアターズを創業した。1973年にナショナル・ゼネラルを買収し、同社が保有していたグローマンズ・チャイニーズ・シアターを「マンズ・チャイニーズ・シアター」に改称した。

## 生涯
マンは1916年4月16日にノースダコタ州ウィシックのユダヤ人の家庭に生まれた。1930年代、ミネソタ大学在学中に映画館の案内係のアルバイトをしていたことから、映画業界に入った。マンはミネソタ州セントポールのセルビー劇場を月100ドルで借り、自ら映写技師とチケット売りを兼任するワンマンショップとして運営していた。この事業は成功し、さらにアメリカ中西部の25の劇場・ドライブインシアターを買収した。
1969年、レイ・ブラッドベリの短編『刺青の男』の映画化作品『いれずみの男』のプロデューサーを務めた。1970年、アメリカ中西部で構築した映画館チェーンをゼネラル・シネマに売却し、カリフォルニア州に移り住んだ。カリフォルニアでも映画館事業を続け、1973年には経営不振だったナショナル・ゼネラルを買収した。276館から360館まで拡大したのち、1986年にガルフ・アンド・ウエスタン・インダストリーズ（現 パラマウント・コミュニケーションズ）に売却した。また、ナショナル・ゼネラルが保有していたグローマンズ・チャイニーズ・シアターを「マンズ・チャイニーズ・シアター」に改称したが、2001年末に元の名称に戻された。
ミネアポリスのヘネピン劇場地区に現存するオーフィウム劇場とパンタージュ劇場は、かつてマンが所有していた。マンは最終的に、ミネアポリスのダウンタウン地域に少なくとも6つの劇場を所有した。ミネソタ大学には、マンの名前を冠したテッド・マン・コンサートホールがある。
2001年1月15日、脳卒中による合併症のためロサンゼルスで84歳で亡くなった。

## 慈善活動
1984年にテッド・マン財団を設立し、救世軍、ボーイズ・アンド・ガールズ・クラブ・オブ・アメリカ、ユナイテッド・ウェイ、ウィルシャー・ブールバード・テンプル、ユダヤ人連合基金、エルサレム財団などに寄付した。

## 私生活
1934年6月24日にアイダ・カロン（Ida Charon, 1911–1997）と結婚し、1968年に離婚した。2人の間には、ビクトリア・マン・シムズ(Victoria Mann Sims)とロベルタ・リン・マン＝ベンソン(Roberta Lynn Mann-Benson)という2人の娘がいた。
1977年に女優のロンダ・フレミングと再婚した。

## フィルモグラフィ
いずれも制作または製作総指揮として。
- いれずみの男 The Illustrated Man（1969年）
- Buster and Billie （1974年）
- ライフガード Lifeguard （1976年）
- 0086笑いの番号 The Nude Bomb （1980年）
- ブルベイカー Brubaker （1980年）
- 銀河伝説クルール Krull（1983年）